# Министерство юстиции
Министерство юстиции — орган исполнительной власти, осуществляющий функции по выработке и реализации государственной политики и нормативно-правовому регулированию в установленной сфере деятельности, в том числе:
- в сфере исполнения уголовных наказаний;
- регистрации некоммерческих организаций, включая отделения международных организаций и иностранных некоммерческих неправительственных организаций, общественные объединения, политические партии и религиозные организации, в сфере адвокатуры, нотариата, государственной регистрации актов гражданского состояния;
- обеспечения установленного порядка деятельности судов и исполнения судебных актов и актов других органов;
- правоприменительные функции и функции по контролю и надзору в сфере регистрации некоммерческих организаций, включая отделения международных организаций и иностранных некоммерческих неправительственных организаций, общественные объединения, политические партии и религиозные организации, в сфере адвокатуры, нотариата, государственной регистрации актов гражданского состояния.

## Функции
К функциям Министерства юстиции часто относятся:
- Проверка законопроектов на соответствие конституции и другим законам страны;
- Юридическая оценка и толкование нормативно-правовых актов;
- Регистрация и легализация общественных организаций, партий, союзов и т.д.;
- Контроль деятельности нотариата;
- Контроль деятельности судов;
- Повышение правовой грамотности населения.

Перечень функций и полномочий зависит от конкретной страны.